# 大正橋 (大阪市)

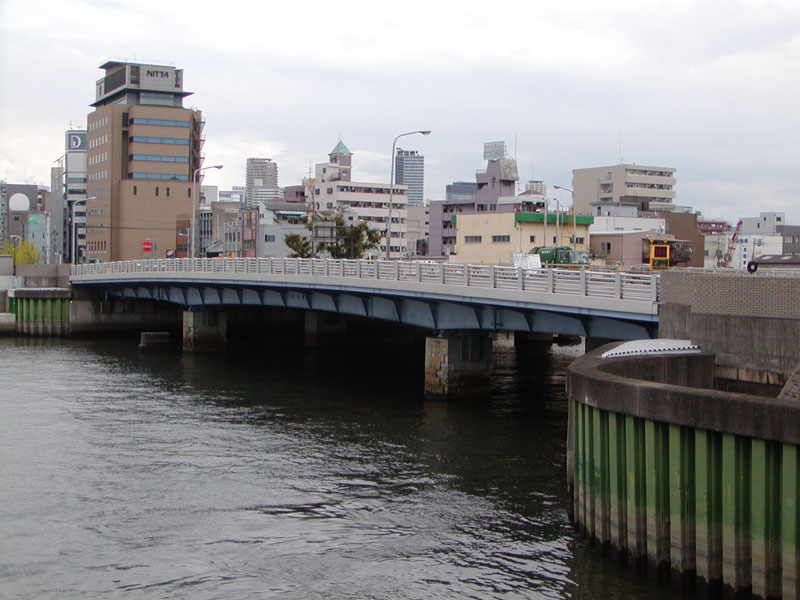
2代目大正橋（連続桁橋）

大正橋（たいしょうばし）は、大阪府大阪市大正区三軒家東1丁目と同市浪速区幸町3丁目・木津川1丁目とを結ぶ、木津川に架かる千日前通の橋である。橋長79.96 mで、連続桁橋の形状を採っている。
この付近は船舶の出入が多いため無橋地帯だった勘助島（後の大正区）へ向けて最初に架けられた橋で、市中心部と大阪市電で結ばれた結果、アクセスが飛躍的に向上し、区名の由来となった橋でもある。現在の橋は2代目で、初代の橋は完成当時において日本一の支間長を誇るアーチ橋だった。しかし橋梁技術が未熟な時代の橋であったことなどから想定外の変形が発生し、補修・補強が繰り返されたものの、結局は架け替えが行われた。

## 歴史と構造

### 日本最大のアーチ橋であった初代橋

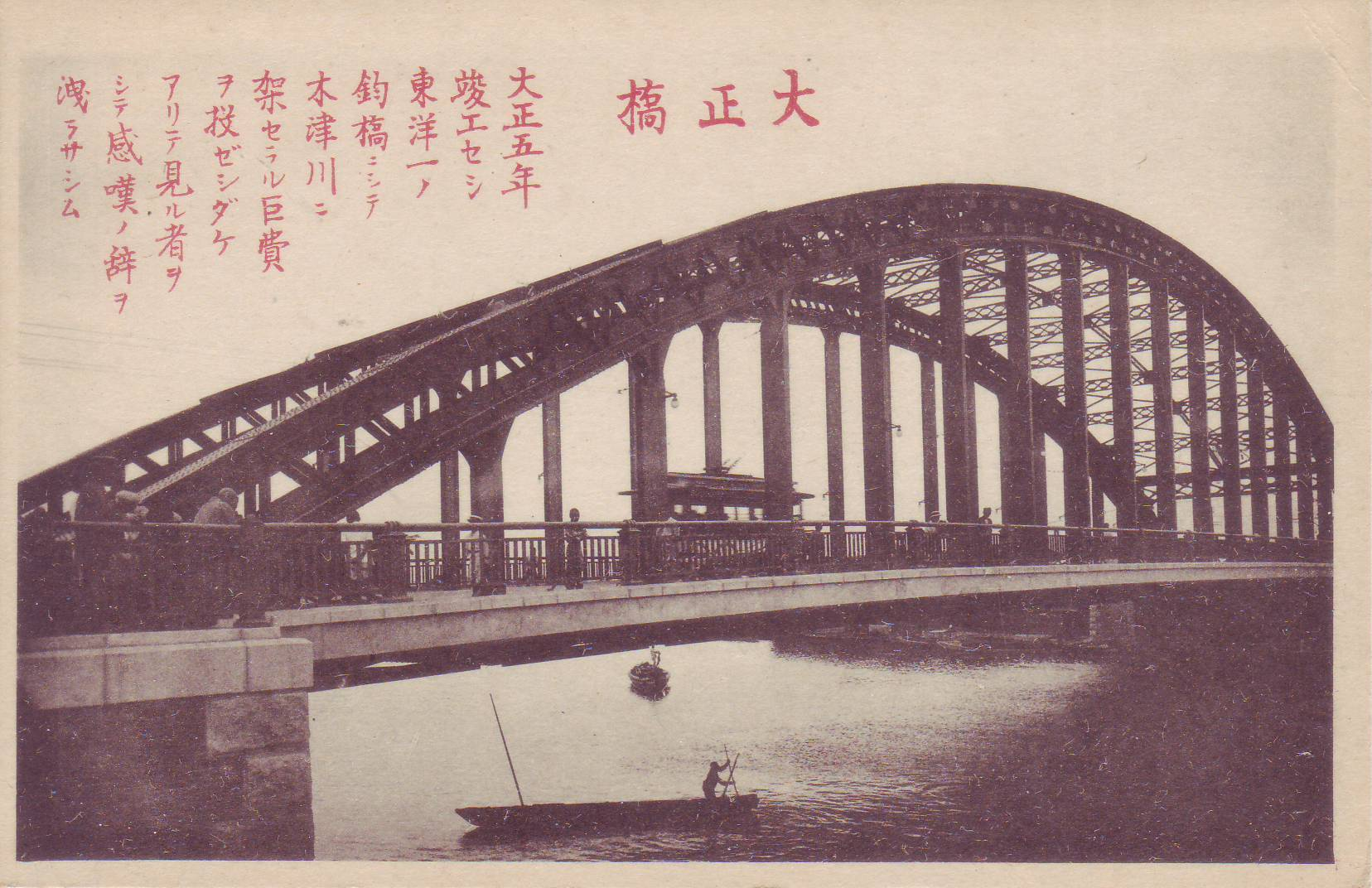
初代大正橋の絵葉書

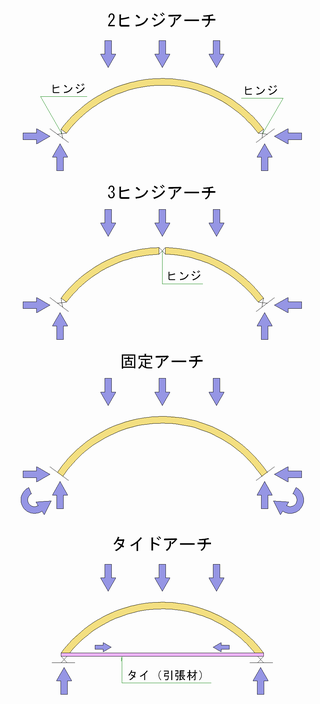
旧橋は2ヒンジアーチ

大阪の大正橋は、工業地帯として発展していた現在の大正区の区域（当時は西区の一部）と、対岸の大阪市街地を結ぶ目的で、1915年に完成した。大正時代に架橋されたため「大正橋」と命名された。1932年に新設された「大正区」の区名は、当橋に由来する。
この橋の架かる木津川は、大阪において、既に明治時代の後期には船舶による物資輸送の利便性の高い場所の一つとして認識されており、木津川の沿岸には様々な工場が立地していた。架橋計画が持ち上がった当時、予定地のすぐ上流側で創業していたガス会社が原料の船運に支障が出て損害を被るとして反対し、当時の大阪府知事に斡旋を依頼するなどした結果、当時としては異例ともいえる長い支間長の橋を架ける決定がなされ、建設が行われた。こうして、初代大正橋はアーチ支間91.4 mの当時、日本最長のアーチ橋として誕生した。なお、幅員は大阪市電の軌道敷を含めて19.0 mだった。

### 初代橋の問題点
ところが、初代大正橋は架橋後に色々な問題が発生した。まず、この橋が揺れやすいことが露見し、さらにアーチ部の変形が生じ、その変形が次第に大きくなっていった。当時は日本で国産の鉄橋が架けられるようになって間もない時期であり、明確な設計基準もなかった。のちに各種応力計算・測定を行った結果、明らかに強度不足であると判明した。
初代大正橋は2ヒンジアーチと呼ばれる構造を採用していた。右図に示すように、両橋台の支点2箇所にヒンジを有する構造であり、橋の自重や通過車両などの荷重により、アーチが外側に開こうとする水平力が橋台の支点部に作用する。したがって、橋台やその基礎は水平力に耐える強固な構造を必要とし、一般には強固な岩盤が支持地盤として求められる。しかしながら、本橋は沖積平野に位置し、強固な岩盤を得られなかった。このため、アーチから作用する水平力に橋台が耐え切れず、支点（橋台）が移動しアーチが開いていってしまった。2ヒンジアーチでは、支点の移動が起こるとアーチに不利な力が作用し、益々アーチの耐力が低下していった。
この初代大正橋の失敗を受けて、後の1930年に大阪市内に架けられた桜宮橋は、アーチ支点が移動しても不利な力が作用しない3ヒンジアーチ構造が採用された。さらにその後、地盤の軟弱な地域に架けられるアーチ橋は、水平力をタイと呼ばれる部材で結び、支点に水平力が作用しないタイドアーチを基本とする構造が一般的に用いられるようになった。一方で、2ヒンジアーチは強固な岩盤を有する山岳部の橋梁などに限定して用いるようになった。
初代大正橋の変形は、第二次世界大戦後さらに酷くなり、支間は45 cm広がり、頭頂部は50 cm低くなった。そのため、車両が通行しない状態であっても、アーチ部材は降伏応力（部材が破壊に至る状態）に近い値を示す、危機的な状況に陥った。そこで、橋の軽量化や補強など、様々な補修・延命策が講じられた。

### 連続桁橋に架け替え

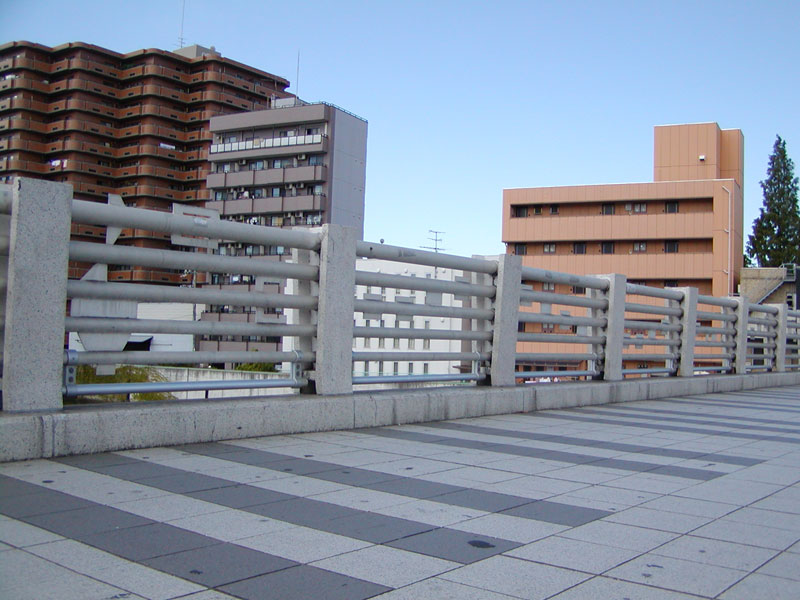
欄干にデザインされた楽譜・歩道にデザインされた鍵盤

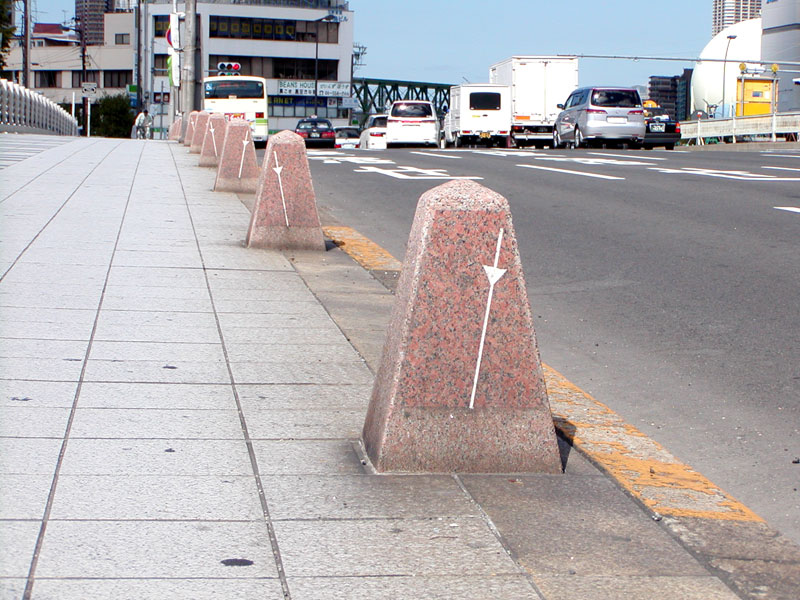
歩道にデザインされたメトロノーム

そのような中、都市計画道路泉尾今里線（千日前通・大阪市道難波境川線）の拡張に伴い、大正橋の架け替えが決定した。
架け替え工事は段階を追って進められ、まず1969年4月に新橋の下流側半分が架橋された。そして1971年3月に上流側に位置していた旧橋が撤去された。最後に1974年3月に新橋の上流側半分が架橋され、下流側と連結された。
初代大正橋が支間91 mを1径間で渡河する大アーチ橋であったのに対し、2代目大正橋は中間に2箇所の橋脚を設置した最大支間37.5 mの連続桁橋が採用され、ごく一般的な橋梁形式となった。第2次大戦後における日本の橋の架け替えでは、河川法の改定によって橋脚の設置に対する制限が厳しくなり、一般に橋脚の数は減らす傾向にあることを考えると、架け替えに当って橋脚を新設した大正橋は珍しい事例といえる。
2代目大正橋の諸元は以下の通りである。
- 種別 - 鋼道路橋
- 形式 - 3径間連続合成桁
- 橋長 - 79.96 m [1]
- 支間 - 20.8 m + 37.5 m + 20.8 m
- 有効幅員 - 41.0 m
- 完成年 - 1974年

橋の欄干には、ベートーヴェン作曲・交響曲第9番『歓喜の歌』の楽譜がデザインされている。また歩道にはメトロノームとピアノの鍵盤がデザインされている。

## 大地震両川口津浪記

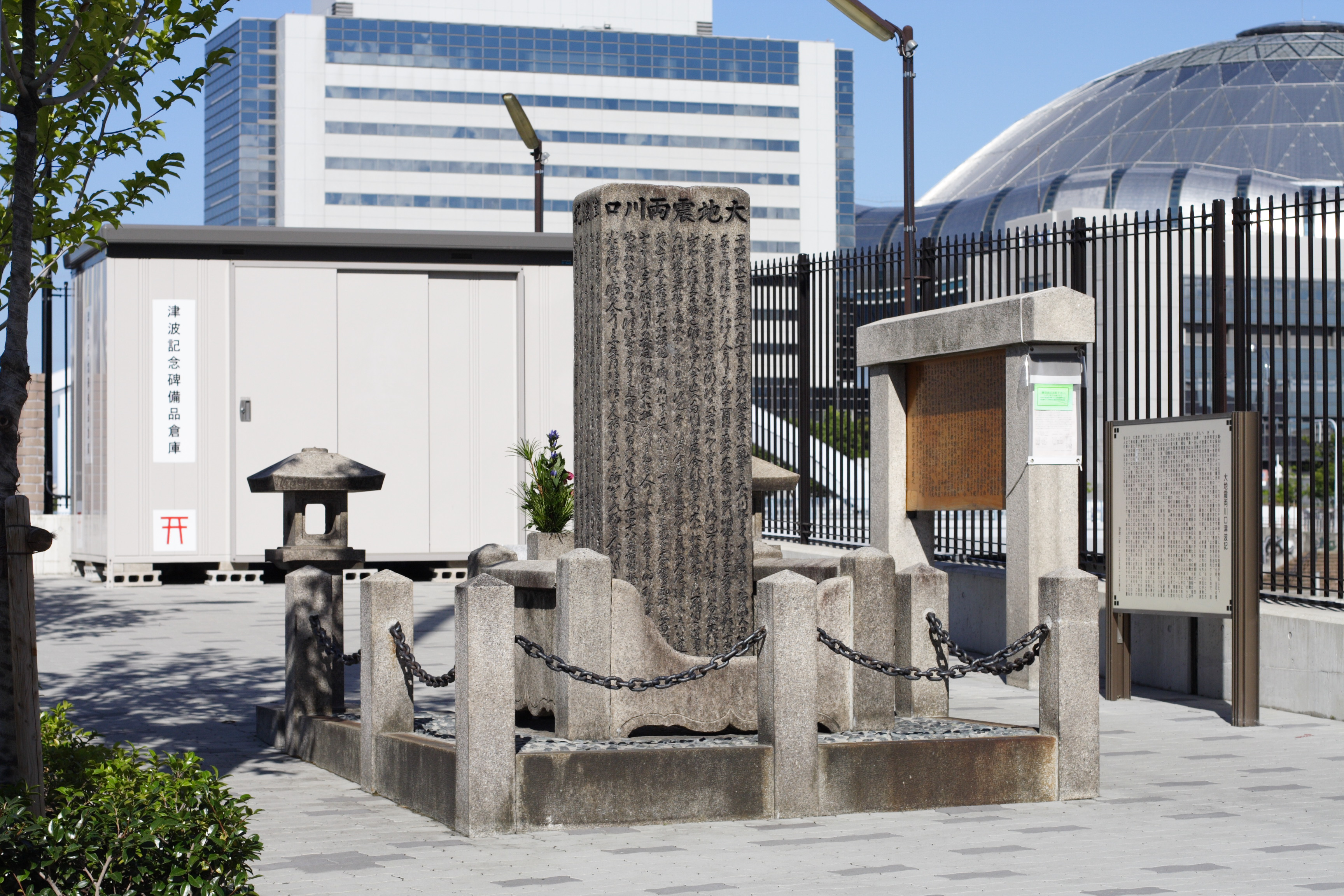
大地震両川口津浪記

大正橋の東詰めの広場には「大地震両川口津浪記」と言う自然災害伝承碑が設置されている。これは1854年（嘉永7年・安政元年）の安政南海地震の後に発生し大阪を襲った津波の被害と教訓を記した石碑で、安政2年7月に建立された。碑文には「嘉永7年(1854年)、6月14日午前零時ごろに大きな地震が発生し市中一統驚いた。同年11月4日朝にも大地震が発生し地震を恐れて舟に乗り避難した。翌日夕方にも大地震が発生し津波がおしよせた。被害状況は・・」と具体的な被害状況を述べ「地震が発生したら津波がくることを心得ておき、舟での避難は絶対してはいけない。また建物は壊れ火事になる。なによりも「火の用心」が肝心、津波というのは沖から波が来るだけではなく、岸近くから吹き上がってくることもあり、津波の勢いは、普通の高潮とは違う」と細かい注意を書き残す。
また、148年前（数え年、満147年前）の1707年宝永津波でも同様の事態が発生し、2万人以上の犠牲者が出たとの記録も存在し、過去の教訓が生かせなかったことを悔やみ、後世の人が同じ被害を受けないよう、「つたない文だが、ここに書き残す。願わくば、心ある人は、文字が読みやすいように毎年墨を入れなおし、後の世に伝えていってほしい」と刻まれており、記述通り毎年の盆に地域の有志によって墨入れが行われている。

## 周辺
- 大正駅（JR西日本大阪環状線、地下鉄長堀鶴見緑地線）
- 大阪シティバス 大正橋停留所（大正駅前バスのりば）
- 京セラドーム大阪